# Contea di Uljin
La contea di Uljin (Uljin-gun; 울진군; 蔚珍郡) è una delle suddivisioni della provincia sudcoreana del Nord Gyeongsang.